# Батуринська змова
Батуринська змова 1672 — змова і переворот в Батурині вищої козацької старшини та московських військових, в результаті якої було усунено від влади гетьмана Лівобережної України Д. Многогрішного.
Причиною змови стало невдоволення як старшини, так і царського уряду політикою гетьмана — його намірами разом з гетьманом Правобережної України П. Дорошенком та при допомозі Кримського ханства та Османської імперії воювати з союзником Московської держави — королем Речі Посполитої.
З боку української козацької старшини в змові брали участь генеральні старшини Петро Забіла (генеральний обозний), Іван Самойлович (генеральний суддя), Іван Домонтович (генеральний суддя), та Карпо Мокрієвич (генеральний писар). Змовники підтримували тісні контакти з московською військовою адміністрацією: ніжинським воєводою Іваном Ржевським та головою московських стрільців при гетьманові – Нейоловим.
План заколоту було розроблено спільно з московськими військовими в ніч з 7 на 8 березня 1672 року, а в ніч з 12 на 13 березня Д. Многогрішного заарештували та ув'язнили в Батуринському замку. Побоюючись звільнення гетьмана з-під варти, його перепроваджено для слідства і суду до Москви. Не чекаючи навіть початку слідства над опальним гетьманом, цар Олексій Михайлович грамотою від 22 березня 1672 року схвалив дії змовників.

## Джерело
- В. М. Горобець. БАТУРИНСЬКА ЗМОВА 1672 [Архівовано 28 квітня 2016 у Wayback Machine.] // Енциклопедія історії України : у 10 т. / редкол.: В. А. Смолій (голова) та ін. ; Інститут історії України НАН України. — К. : Наукова думка, 2003. — Т. 1 : А — В. — С. 202. — ISBN 966-00-0734-5.
- Гончарук Т.Г. Дем'ян Многогрішний. — Харків: Фоліо, 2012.